# Marco Tardelli
Marco Tardelli (Careggine, 24 de Setembro de 1954) é um treinador e ex-futebolista italiano.

## Carreira
Tardelli iniciou sua carreira no Pisa, sendo promovido ao elenco principal em 1972. Em sua primeira temporada com a equipe toscana, disputou oito partidas, marcando dois gols na Serie C1. Na temporada seguinte, participou de trinta e três partidas, marcando mais dois tentos. Com isso, acabou se transferindo para o Como, onde permaneceu por uma temporada, disputando trinta e seis partidas e marcando dois gols na Serie B, sendo em seguinda, contratado pela Juventus.

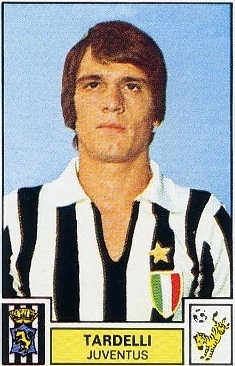
Tardelli na Juventus no ano de 1975

Durante dez temporadas, defendeu os bianconeri, sempre como títular da equipe (com exceção da temporada 1979/80, onde disputou apenas dezoito partidas por conta de uma lesão). Disputou mais de duzentas partidas pela Vecchia Signora, anotando trinta e quatro gols e, ganhando doze títulos durante o período no clube. Logo após sua saída, defendeu a rival Internazionale durante duas temporadas e, acabou disputando sua última temporada como profissional pelo clube suíço St. Gallen.

## Seleção Italiana
Sua primeira participação na Squadra Azzurra ocorreu num amistoso contra Portugal, em abril de 1976. Seis anos depois, viveu os melhores momentos defendendo a seleção, quando foi um dos principais nomes da equipe na conquista da Copa do Mundo de 1982, onde marcaria um dos tentos italianos na final, contra a Alemanha Ocidental. A comemoração contagiante de Tardelli após o gol marcado é uma das imagens mais lembradas e exibidas na história das copas.
Já sua última partida aconteceu em 25 de setembro de 1985, quando enfrentou a Noruega num amistoso. Mesmo aposentado da seleção, acabou sendo convocado para a Copa de 1986, mas não disputando nenhuma partida. Ao todo, disputou oitenta e uma partidas, marcando seis gols. Entre 1983 e 1985, também foi capitão da equipe.

## Como treinador
Após se aposentar como jogador, Tardelli virou treinador. Sua primeira equipe foi a seleção italiana sub-16. Também teve passagens no comando da equipe sub-21 da Itália, na qual, em sua segunda passagem no comando, conquistou o título do Campeonato Europeu Sub-21 em 2000, numa equipe que contava, dentre outros, com Gennaro Gattuso e Andrea Pirlo, importantes nomes na conquista do tetracampeonato mundial da Itália, seis anos após o europeu sub-21.
No comando de clubes, comandou o Como e Cesena, antes de, defendendo a Internazionale, começar a decair na função (tendo sofrido duas goleadas de seis gols para o maior rival Milan e Parma). Suas passagens no Bari, Seleção Egípcia e Arezzo também não tiveram destaque. Após o último, ficaria sem trabalhar durante alguns meses, quando assumiu em 15 de junho de 2006 a direção da Juventus, mas permaneceu menos de um ano, saindo por divergências com a diretoria. Foi assistente de Giovanni Trapattoni no comando da seleção da Irlanda de 2008 a 2013.